# ラウレンティウス (対立教皇)
ラウレンティウス（? - 506年）は、第51代教皇であるシンマクスの対立教皇である（在位：498年11月22日 - 499年。501年 - 506年）。

## 生涯
498年11月22日にシンマクスがローマ教皇として選出されたとき、それに反対する聖職者や少数の貴族らによって擁立されたのが、このラウレンティウスである。教会の分裂は先代のアナスタシウス2世時代に表面化していたのだが、この時代にはそれがさらに深刻化したのである。ラウレンティウス派とシンマクス派は互いが正統なる教皇として譲らず、ローマ市中で流血の暴動を引き起こした。このため、東ゴート王国の王であるテオドリックが仲裁に乗り出し、499年にシンマクスが正統なる教皇であると支持したため、ラウレンティウスは退位を余儀なくされた。
だが、ラウレンティウス派は巻き返しを図り、復活祭を間違った日に祝ったことや身持ちが悪いこと、教会財産を濫用していることや姦通罪、聖職売買罪などでシンマクスを告訴した。このためテオドリックはシンマクスを召還しようとしたが、シンマクスはテオドリックを恐れてローマから逃亡した。しかしラウレンティウス派に逮捕されてサン・ピエトロ大聖堂に幽閉された。
このため502年にはラウレンティウスが復位するが、教会内の分裂は深刻で両派の対立が続いた。506年、テオドリックが全面的にシンマクスを支持したために形勢が不利となったラウレンティウスはローマから追われてしまう。ラウレンティウスは有力な庇護者の農場に逃げて、間もなく死亡したという。